# Józef Karśnicki (zm. 1732)
Józef Karśnicki (Karsznicki) herbu Leliwa (zm. w 1732 roku) – podkomorzy halicki w latach 1720-1732, cześnik owrucki w latach 1710-1720.
Poseł na Sejm zwyczajny 1719/1720 (z limity) roku z ziemi halickiej.